# Ciubara, Rîșcani
Ciubara este un sat din cadrul comunei Vasileuți din raionul Rîșcani, Republica Moldova.